# 马伊 (索恩-卢瓦尔省)
马伊（法語：Mailly，法語發音：[maji]）是法国索恩-卢瓦尔省的一个市镇，属于沙罗勒区。

## 地理
马伊（46°13'20"N, 4°6'52"E）面积5.47 平方千米，位于法国勃艮第-弗朗什-孔泰大區索恩-卢瓦尔省，该省份为法国中部省份，北起顺时针与科多尔省、汝拉省、安省、罗讷省、卢瓦尔省、阿列省和涅夫勒省接壤。
与马伊接壤的市镇（或旧市镇、城区）包括：滨湖圣马丹、弗勒里拉蒙塔涅、伊格朗德、圣博内德克赖、圣于连德容济。

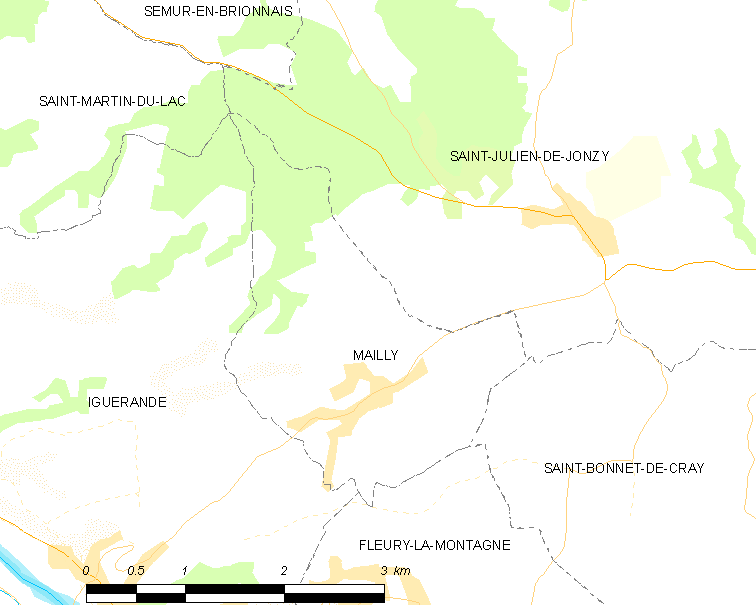
的OSM定位图

马伊的时区为UTC+01:00、UTC+02:00（夏令时）。

## 行政
马伊的邮政编码为71340，INSEE市镇编码为71271。

## 政治
马伊所属的省级选区为绍法耶县。

## 人口

1962-2008年间人口变化图示

马伊于2022年1月1日时的人口数量为147人。